# Torres de la Madella
Les Torres de la Madella és el nom d'una petita urbanització de cinc vil·les del terme municipal de Bigues i Riells, al Vallès Oriental, dins del territori de Riells del Fai.
Aquesta petita urbanització està construïda al nord-oest del terme, a la Vall de Sant Miquel, just al nord de la masia de la Madella, en el Camí de Sant Miquel del Fai des de Riells del Fai, a l'esquerra del Tenes i a la dreta del Torrent del Gat.
És a migdia de la Central del Fai, al sud-oest de les Costes de Sant Miquel i de les Fontetes i a llevant del paratge de la Verdera.

## Etimologia
Es tracta d'un topònim de nova creació, basat en la propera masia de la Madella, en terres de la qual es va construir.